# Pántos sisak
A pántos sisak a lovagi tornák nyitott tornasisakja volt kb. a 15. század közepétől a 16. század végéig.
A 15. századtól a heraldikai sisakokat már csak a lovagi tornákon használták.
A címereken a pántos sisak már a 15. század közepén feltűnik. Magyarországon előfordul a 15. század közepén, Csehországban először Soběslav z Miletínka viselt a pecsétjén pántos sisakot 1459-ben, mégpedig kettőt.
A sisak arcrészén kialakított nagyméretű nyílást 5-9 függőleges vaspánt zárta le. Néha a pántokat egy vízszintes merevítő pánt fogta össze. Ha ezen pántok a függőlegesekkel rácsot alkottak, rostélysisak jött létre. A nyakrészen kis medál,
ún. monile díszítette. A pántok számának vagy teljes hiányának, továbbá a sisak színének egyes heraldikai rendszerekben rangjelölő szerepe is volt. Az aranyszínű, nyitott, azaz pántok nélküli, vörössel bélelt tornasisak az angol és francia heraldikában a régi dinasztiák tagjainak volt fenntartva.
A 17. századtól ezt a királysisakot (de: Königshelm) az uralkodók és néha a régi dinasztiák tagjai is viselték, majd a főnemesség is átvette. Franciaországban 1789-ig, a porosz nagycímerben 1918-ig volt használatban, Nagy Britanniában ma
is használják.
Névváltozatok: tornasisak, rostélyos lovagsisak (Nagy Iván IX. 400.), rácsos nyílt sisak
(Nagy Iván III. 60.), nyitott sisak (Nagy Iván III. 355-356.)
en: mêlée helm, ceremonial helm,
de: Spangenhelm, Bügelhelm, Kolbenturnierhelm,
cs: helm turnýřský/turnajský

Rövidítések:
Ez a sisak azért lett népszerűbb a csőrsisaknál, mert a lovagi tornákon leggyakrabban a kardvívások (tompa karddal) és buzogányos harc
alkalmával viselték (de változatával, a rostélysisakkal a lándzsatörésnél is), melynek célja az ellenfél sisakdíszének letaszítása volt a sisakról. Ilyenkor jobb kilátásra volt szükség a sisakból.
A csőrsisakot ezzel szemben a gyűrűöklelésnél és a lándzsatörésnél viselték, ahol éles fegyverekkel harcoltak, ezért a fejnek nagyobb védelemre volt szüksége. Ennél a harcnál nem viselték a sisakdíszt. A lovagi tornák előtti címerszemlén is csak a sisakdísszel ellátott tornasisakot állították ki. Mivel egykoron csak azok a lovagok számítottak tornaképesnek, akik legalább négy nemesi őst tudtak kimutatni, egyes országokban a nemesítéskor csak pántos sisakot kezdtek adományozni, illetve a nemesi címerek esetén a régi sisakot tornasisakra javították,
míg a címerviselő polgárok és nem nemesek csőrsisakot kaptak. Magyarországon azonban nem létezett
ilyen különbségtétel, már csak azért sem, mivel a címeradomány mindig nemességadományozással járt együtt és a polgárok is szabadon használhattak tornasisakot és fordítva, a nemesi címerekben is viszonylag gyakori a csőrsisak.
Használata a nemesi címerekben csaknem kiszorította a csőrsisakot a heraldikából. Tulajdonképpen a főnemességnek volt fenntartva. Németországban a 15. század végén ezt a
sisakfajtát a köznemesek és az armalisták is átvették, a lovagi tornákon részt vevő nemesek heves tiltakozása ellenére, amit idővel hallgatólagosan eltűrtek és néha a polgári családok is viselték. A tudósok számára Németországban engedélyezték ennek a sisaknak a használatát is.
Gyakran készítették bőrből, majd ezt festették és aranyozták. A pántokat sodort kötélből készítették, melyet enyvvel itattak át. Ezért van olyan nézet, mely szerint a pántos sisak eredete a különféle ceremóniákon használt bőr- vagy ünnepi sisakokra és a 15. századi rostélysisakokra vezethető vissza. Más elmélet szerint a szemnyílás kiszélesítésével a csöbörsisakból alakult ki.
A címerrajzoknál a reneszánsz stílusnak megfelelően az alakját gyakran eltúlozták, túlhangsúlyozták. A pántok ilyenkor erősen kiugrottak a sisakból. A szemnyílás idővel az egész arcrészre kiterjedt.